# Nilestriol
Nilestriol (INN) (tên thương hiệu Wei Ni An; tên mã phát triển LY-49825), còn được gọi là nylestriol (USAN, BAN), là một estrogen tổng hợp được cấp bằng sáng chế vào năm 1971  và được bán trên thị trường Trung Quốc. Nó là 3-cyclopentyl ether của ethinylestriol, và còn được gọi là ethinylestriol cyclopentyl ether (EE3CPE). Nilestriol là một tiền chất của ethinylestriol, và là một estrogen mạnh hơn so với. Nó được mô tả như là một estrogen chuyển hóa chậm, tác dụng dài và dẫn xuất của estriol. Nilestriol được đánh giá kết hợp với levonorgestrel trong điều trị loãng xương sau mãn kinh, nhưng công thức này cuối cùng không được bán trên thị trường.